# Konstanty Ciciszwili
Konstantyn Ciciszwili (ur. 3 listopada 1937 w Tbilisi, zm. 10 marca 2024) – polski reżyser teatralny i filmowy oraz scenarzysta pochodzenia żydowsko-gruzińskiego.
Został pochowany na cmentarzu żydowskim przy ul. Okopowej w Warszawie.

## Filmografia

### Reżyseria i scenariusz
- 1970 – Śpiewa Violetta Villas
- 1971 – Patrząc pod słońce
- 1969 – Tamań
- 1968 – Podmiot
- 1967 – Wysoki Olimp
- 1967 – Recital
- 1966 – Iluzja

### Jako aktor
- 2002 – Przedwiośnie jako ksiądz Gruzin

## Teatr

### Reżyseria

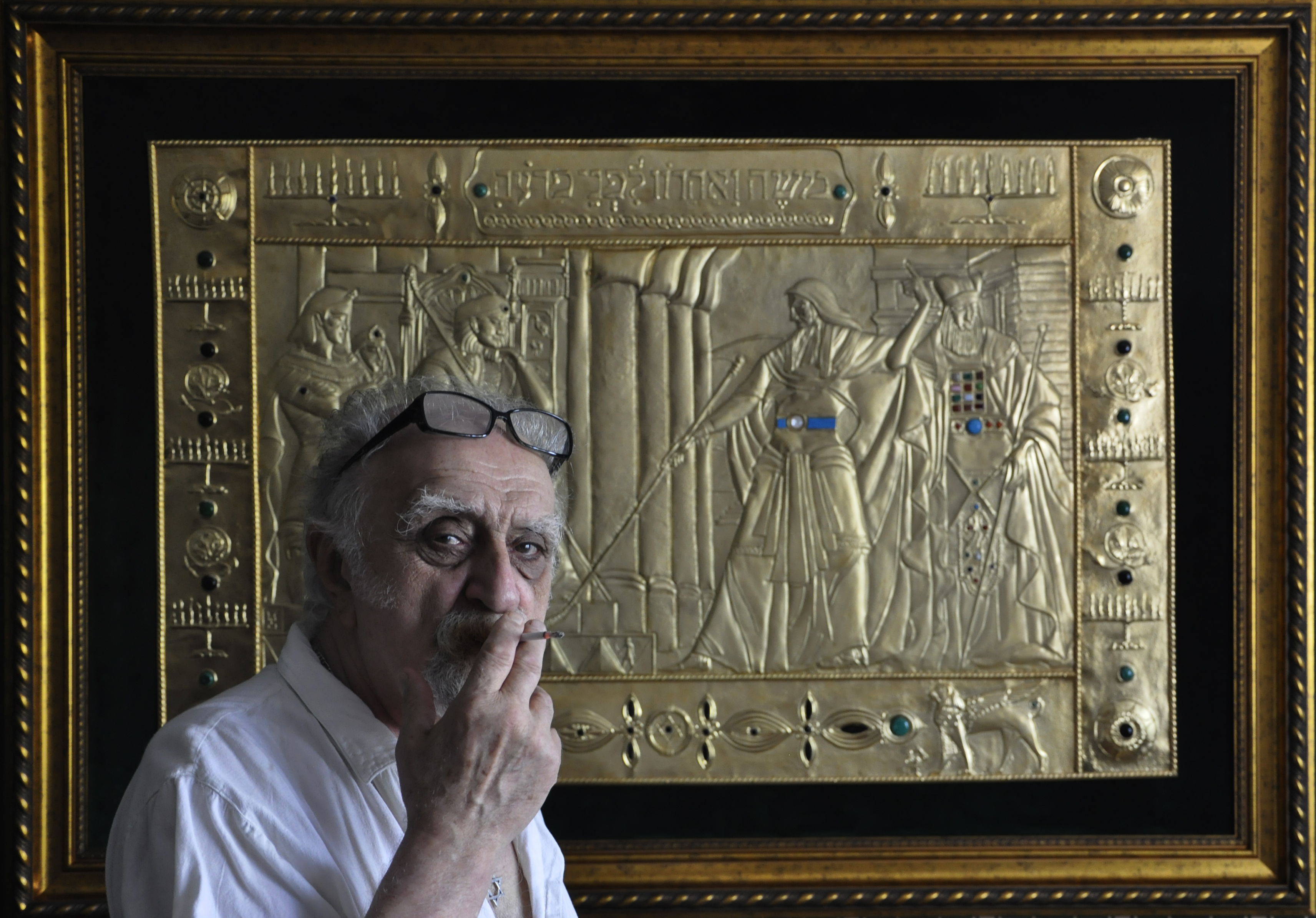
Konstanty Ciciszwili (2017)

- 1988 – Teatr czasów Nerona
- 1988 – 12 krzeseł
- 1975 – Zapalniczka
- 1974 – Tragik mimo woli
- 1973 – Świerszcz za kominem
- 1973 – Silniejsza
- 1973 – Maskarada
- 1973 – Łabędzia pieśń
- 1972 – Wybór
- 1972 – Walenty i Walentyna
- 1971 – Demon
- 1970 – Księżniczka Mery
- 1968 – Willa pod Wiedniem
- 1968 – Witeź w tygrysiej skórze
- 1968 – Spóźniony list
- 1968 – Nieboszczyk i skrzydła
- 1968 – Czcij matkę swoją
- 1967 – Wyzwanie bogom
- 1966 – Tania
- 1966 – Godziny miłości
- 1965 – Cudowny wieczór